# Фонтанезия
Фонтанезия (лат. Fontanesia) — род деревянистых растений семейства Маслиновые (Oleaceae), в составе которого образует монотипную трибу Fontanesieae.
Род назван в честь французского ботаника Рене Дефонтена.

## Ботаническое описание

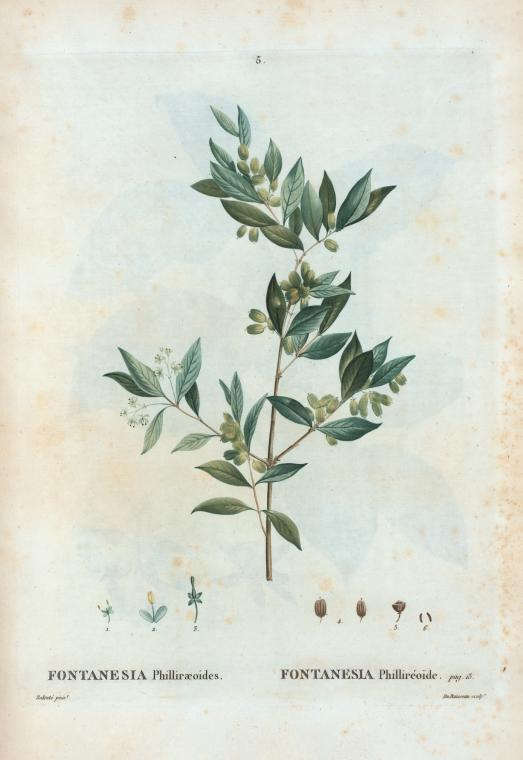
Фонтанезия филиреевидная (Fontanesia phillyreoides). Ботаническая иллюстрация из книги П.-Ж. Редуте «Traité des arbres et arbustes que l’on cultive en France», 1800—1819

Высокие кустарники. Побеги четырёхгранные. Листья супротивные, простые, цельные, ланцетные или яйцевидно-ланцетные, цельнокрайные (Fontanesia fortunei) или мелкопильчатые (Fontanesia phillyreoides).

## Распространение
Фонтанезия филиреевидная (Fontanesia phillyreoides) обитает в Средиземноморье, а фонтанезия Форчуна (Fontanesia fortunei) родом из Китая.

## Таксономия
Род Фонтанезия включает 2 вида:
- Fontanesia fortunei Carrière — Фонтанезия Форчуна
- Fontanesia phillyreoides Labill. — Фонтанезия филиреевидная